# Lion's Law
Lion's Law est un groupe de oi! formé en 2012 à Paris par des musiciens liés à la culture skinhead. Le groupe est affilié au mouvement SHARP.

## Discographie
Albums
- A day will come (Contra Records, 2013)
- Open your eyes (Contra Records, 2015)
- From the storm (Contra Records, 2016)
- The pain, the blood and the sword (HFMN Records, 2020) [3]

Ce quatrième album a été enregistré au Studio Ultramarinos en Catalogne par Santi Garcia.
- Evermore (2025)[4]

## Composition du groupe
Membres actuels
- Victor Lapprend, dit "Wattie"[5] : chant, textes
- Olivier "Vovott" Votelet  : guitare
- Thomas Viallefond (également membre des groupes Burning Heads et Komintern Sect) : batterie
- Daick : guitare
- Swann : basse

Ancien membres
- Louis Chatenay : guitare (2012-2021)
- Pipa : basse (2012-2013)
- Phil : batterie (2014-2015)
- Clément : batterie (2015-2016)

Chronologie